# Horst-Rüdiger Schlöske
Horst-Rüdiger Schlöske (né le 1er janvier 1946 à Berlin) est un athlète ayant représenté l'Allemagne de l'Ouest, spécialiste du 400 mètres. 

## Biographie

### Palmarès
| Date | Compétition           | Lieu     | Résultat | Épreuve   | Performance   |
| ---- | --------------------- | -------- | -------- | --------- | ------------- |
| 1969 | Championnats d'Europe | Athènes  | 3e       | 4 × 400 m | 3 min 03 s 1  |
| 1971 | Championnats d'Europe | Helsinki | 1er      | 4 × 400 m | 3 min 02 s 90 |
| 1972 | Jeux olympiques       | Munich   | 5e       | 400 m     | 45 s 31       |
| 1972 | Jeux olympiques       | Munich   | 4e       | 4 × 400 m | 3 min 00 s 88 |
| 1974 | Championnats d'Europe | Rome     | 2e       | 4 × 400 m | 3 min 03 s 52 |

### Records
| Épreuve    | Performance | Lieu   | Date |
| ---------- | ----------- | ------ | ---- |
| 400 mètres | 45 s 27     | Munich | 1972 |